# Torre KXTV/KOVR
La Torre de telecomunicacions KVLY-TV és una antena de televisió de la cadena NBC que es troba a l'estat de Dakota del Nord, Estats Units. És també usada per l'estació de ràdio de Fargo per al Canal 11 d'aquesta ciutat. Amb 624.5 m d'alçada, és una de les estructures més altes del món (superada pel Burj Khalifa, el Tokyo Skytree i la Shanghai Tower), i la més alta suportada per cables. Va ser aclamada com l'estructura artificial més alta del món des del dia que va acabar la construcció, el 13 d'agost del 1963.
En 1974 la torre KVLY-TV va ser superada per la torre de ràdio de Varsòvia, a Polònia. Però el 8 d'agost de 1991 la torre de Varsòvia es va esfondrar totalment, cosa que la KVLY-TV es va convertir novament en l'estructura suportada per cables més alta del planeta.